# خوسيه لويس دي خيسوس
خوسيه لويس دي خيسوس (بالإنجليزية: José Luis de Jesús) هو داعية أمريكي، ولد في 22 أبريل 1946 في بونس، بورتوريكو في الولايات المتحدة، وتوفي في 8 أغسطس 2013 في أورلاندو في الولايات المتحدة بسبب تشمع الكبد.

## وصلات خارجية
- خوسيه لويس دي خيسوس على موقع إن إن دي بي (الإنجليزية)